# Chirosia hirtipedella
Chirosia hirtipedella är en tvåvingeart som beskrevs av Masayoshi Suwa 1974. Chirosia hirtipedella ingår i släktet Chirosia och familjen blomsterflugor. Inga underarter finns listade i Catalogue of Life.